# Дрбоглав, Иван Фёдорович
Ива́н Фёдорович Дрбоглав (1851 — не ранее 1911) — член II Государственной думы от Волынской губернии, чешский крестьянин-переселенец.

## Биография

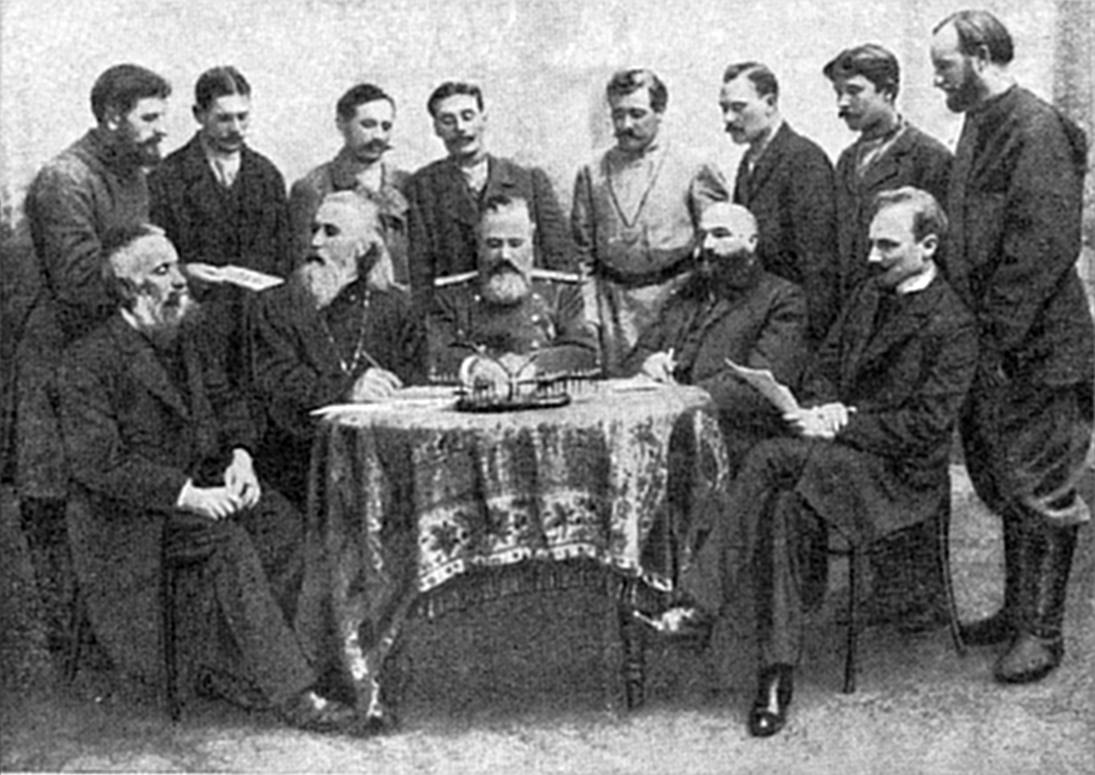
Члены 2-й Государственной думы от Волынской губернии. Сидят: И.Ф. Дрбоглав, Д.И. Герштанский, Г.Е. Рейн, Г.Н. Беляев, В.В. Шульгин; Стоят: П.С. Васюхник, Е.К. Бас, А.Ф. Коренчук, И.С. Ющук, В.С. Калишук, М.Ф. Гаркавый, М.А. Игнатюк, М.М. Никончук

Православный, крестьянин села Глинск Дяткевичской волости Ровенского уезда.
Родился в Чехии. Окончил реальное училище при Академии живописи в Австро-Венгрии, работал учителем. В 1877 году переселился в Россию, в село Глинск Ровенского уезда Волынской губернии, где занимался хлебопашеством (50 десятин) и владел плодовым питомником.
В 1906 году был выборщиком в I Государственную думу, а 6 февраля 1907 года был избран членом II Государственной думы от общего состава выборщиков Волынского губернского избирательного собрания. Входил в группу беспартийных. В работе думских комиссий не участвовал.
В 1911 году участвовал в депутации чешских крестьян к волынскому губернатору графу Кутайсову. Дальнейшая судьба неизвестна.